# Profilazione razziale
L'espressione profilazione razziale o etnica si riferisce al peso decisivo di fattori razziali o etnici nel determinare l'azione portata da parte delle forze dell'ordine nei confronti di un individuo (per esempio un controllo o un arresto), senza una giustificazione oggettiva o ragionevole. La pratica è controversa e la sua illegalità è al centro di numerosi dibattiti nazionali e internazionali.

## Definizione
Il concetto di profilazione razziale o etnica è stato definito in diversi modi:
- La Commissione europea contro il razzismo e l'intolleranza (ECRI) la definisce come «l'utilizzo, da parte degli agenti delle forze dell’ordine, quando procedono a operazioni di sorveglianza, controllo o indagine, di elementi quali la razza, il colore della pelle, la lingua, la religione, la nazionalità, o l’origine nazionale e etnica, senza alcuna giustificazione oggettiva o ragionevole»[3].
- «Ogni azione di polizia che si basi sulla razza, l'etnia o l'origine nazionale di un individuo, piuttosto che sul suo comportamento oppure su informazioni che portino a identificarlo come coinvolto in attività criminali»[4].
- «Il mantenimento dell'ordine è distorto da fattori razziali quando le forze dell'ordine considerano impropriamente la razza o l'etnia nel decidere come e contro quali soggetti agire»[5].
- «Usare la razza quale elemento chiave nel decidere se effettuare il fermo di un conducente»[6]
- «Nella letteratura attuale si possono distinguere chiaramente almeno due definizioni del concetto di 'profilazione razziale': una definizione in senso stretto e una in senso lato [...] in senso stretto, la profilazione razziale si verifica quando le forze dell'ordine usano quotidianamente la razza come elemento che, sommato ad altri fattori, ne porta i rappresentanti a sospettare di un individuo e a reagire nei suoi confronti»[7].
- «Uso, da parte delle forze dell'ordine, della razza o dell'etnia di un individuo nella formulazione di un ragionevole sospetto che porti a fermarlo, interrogarlo o arrestarlo, a meno che l'aspetto etnico o razziale non appartengano alla descrizione identificativa di un sospetto specifico per un crimine specifico»[8].